# 729
| 729                |
| ------------------ |
| Dødsfald - Fødsler |
|                    |

| Gregoriansk kalender | 729 DCCXXIX             |
| Ab urbe condita      | 1482                    |
| Armensk kalender     | 178 ԹՎ ՃՀԸ              |
| Kinesiske kalender   | 3425 – 3426 戊辰 – 己巳 |
| Etiopisk kalender    | 721 – 722               |
| Jødisk kalender      | 4489 – 4490             |
| Hindukalendere       |                         |
| - Vikram Samvat      | 784 – 785               |
| - Shaka Samvat       | 651 – 652               |
| - Kali Yuga          | 3830 – 3831             |
| Iransk kalender      | 107 – 108               |
| Islamisk kalender    | 110 – 111               |

Se også 729 (tal)